# 达尼埃尔·沙里奇
达尼埃尔·沙里奇（1972年8月4日—），克罗地亚男子足球运动员，场上位置是后卫。他曾代表克罗地亚国家队参加2002年国际足联世界杯，结果队伍止步小组赛阶段。